# Panamerikanische Spiele 2023/Sportklettern
Bei den Panamerikanischen Spielen 2023 in der chilenischen Hauptstadt Santiago de Chile fanden vom 21. bis 24. Oktober 2023 im Sportklettern vier Wettbewerbe statt, davon je zwei bei den Männern und bei den Frauen. Austragungsort waren die Cerrillos Park Climbing Walls.

## Bilanz

### Medaillenspiegel
| Platz  | Land               | Gold | Silber | Bronze | Gesamt |
| ------ | ------------------ | ---- | ------ | ------ | ------ |
| 1      | Vereinigte Staaten | 4    | 4      | 1      | 9      |
| 2      | Ecuador            | —    | —      | 2      | 2      |
| 3      | Kanada             | —    | —      | 1      | 1      |
| Gesamt | Gesamt             | 4    | 4      | 4      | 12     |

### Medaillengewinner
Männer
| Disziplin   | Gold          | Silber        | Bronze        |
| ----------- | ------------- | ------------- | ------------- |
| Speed       | Sam Watson    | Noah Bratschi | Carlos Granja |
| Kombination | Jesse Grupper | Sean Bailey   | Zachary Galla |

Frauen
| Disziplin   | Gold             | Silber          | Bronze       |
| ----------- | ---------------- | --------------- | ------------ |
| Speed       | Piper Kelly      | Emma Hunt       | Andrea Rojas |
| Kombination | Natalia Grossman | Brooke Raboutou | Alannah Yip  |